# 꾸러기 식사 교실
꾸러기 식사 교실은 현재 문화방송에서 하는 TV 프로그램으로서, 아이들의 잘못된 식습관 또는 이상한 행동 등을 바로잡기 위한 어린이 프로그램이므로, 프로그램 제작국인 MBC 본사를 비롯한, 지역 단위 MBC 계열 네트워크를 통해서 전국적으로 일제히 송출하고 있다.
2010년대 이후 MBC의 최장수 어린이 프로그램 중의 하나이며, 양대산맥으로 이룬 역대 최장 기록으로서, 출연 아동의 문제를 보여주고, 그 다음에 요리체험을 통해 잘못을 수정해 나간다.

## 방송 시간
| 방송 채널 | 방송 기간                           | 방송 시간                         | 방송 분량 |
| --------- | ----------------------------------- | --------------------------------- | --------- |
| MBC TV    | 2009년 11월 27일 ~ 2010년 10월 29일 | 매주 금요일 오후 4:30 ~ 저녁 5:00 | 30분      |
| MBC TV    | 2011년 6월 3일 ~ 2012년 7월 27일    | 매주 금요일 오후 4:30 ~ 저녁 5:00 | 30분      |
| MBC TV    | 2012년 8월 10일 ~ 2013년 11월 8일   | 매주 금요일 오후 4:30 ~ 저녁 5:00 | 30분      |
| MBC TV    | 2010년 11월 5일 ~ 2011년 5월 20일   | 매주 금요일 오후 4:40 ~ 저녁 5:10 | 30분      |
| MBC TV    | 2012년 8월 3일                      | 매주 금요일 오후 4:00 ~ 4:30      | 30분      |
| MBC TV    | 2014년 2월 28일                     | 매주 금요일 오후 4:00 ~ 4:30      | 30분      |
| MBC TV    | 2013년 11월 22일 ~ 2014년 2월 21일  | 매주 금요일 오후 3:10 ~ 3:40      | 30분      |
| MBC TV    | 2014년 3월 7일 ~ 2014년 11월 14일   | 매주 금요일 오후 3:10 ~ 3:40      | 30분      |
| MBC TV    | 2014년 11월 17일 ~ 2015년 1월 19일  | 매주 월요일 낮 1:55 ~ 2:25        | 30분      |
| MBC TV    | 2015년 1월 26일 ~ 2015년 10월 26일  | 매주 월요일 낮 1:10 ~ 1:40        | 30분      |
| MBC TV    | 2015년 11월 2일                     | 매주 월요일 낮 2:30 ~ 3:00        | 30분      |
| MBC TV    | 2015년 11월 10일 ~ 2017년 4월 4일   | 매주 화요일 낮 2:30 ~ 3:00        | 30분      |
| MBC TV    | 2017년 4월 12일 ~ 2017년 7월 26일   | 매주 수요일 낮 2:25 ~ 2:55        | 30분      |
| MBC TV    | 2017년 7월 31일 ~ 2017년 9월 4일    | 매주 월요일 낮 2:55 ~ 3:25        | 30분      |
| MBC TV    | 2017년 9월 11일                     | 매주 월요일 낮 4:30 ~ 저녁 5:00   | 30분      |
| MBC TV    | 2017년 9월 18일 ~ 2017년 9월 25일   | 매주 월요일 낮 3:00 ~ 3:30        | 30분      |
| MBC TV    | 2017년 10월 2일 ~ 2017년 10월 16일  | 매주 월요일 낮 3:45 ~ 4:15        | 30분      |
| MBC TV    | 2017년 12월 4일                     | 매주 월요일 낮 3:45 ~ 4:15        | 30분      |
| MBC TV    | 2017년 10월 23일                    | 매주 월요일 낮 2:50 ~ 3:30        | 30분      |
| MBC TV    | 2017년 10월 30일 ~ 2017년 11월 6일  | 매주 월요일 낮 3:30 ~ 4:00        | 30분      |
| MBC TV    | 2017년 11월 13일 ~ 2017년 11월 20일 | 매주 월요일 낮 2:05 ~ 2:35        | 30분      |
| MBC TV    | 2018년 1월 8일 ~ 2018년 2월 5일     | 매주 월요일 낮 2:05 ~ 2:35        | 30분      |
| MBC TV    | 2018년 3월 13일 ~ 2018년 3월 27일   | 매주 월요일 낮 2:05 ~ 2:35        | 30분      |
| MBC TV    | 2017년 11월 27일                    | 매주 월요일 낮 2:40 ~ 3:10        | 30분      |
| MBC TV    | 2017년 12월 11일                    | 매주 월요일 낮 2:10 ~ 2:40        | 30분      |
| MBC TV    | 2017년 12월 18일                    | 매주 월요일 낮 3:55 ~ 4:25        | 30분      |
| MBC TV    | 2018년 3월 6일                      | 매주 화요일 낮 2:15 ~ 2:45        | 30분      |
| MBC TV    | 2018년 4월 6일 ~ 2018년 8월 31일    | 매주 금요일 낮 4:25 ~ 4:55        | 30분      |
| MBC TV    | 2018년 9월 6일                      | 매주 목요일 낮 2:50 ~ 3:20        | 30분      |
| MBC TV    | 2018년 9월 14일 ~ 2019년 3월 15일   | 매주 금요일 낮 3:55 ~ 4:25        | 30분      |
| MBC TV    | 2019년 3월 22일 ~ 2019년 7월 12일   | 매주 금요일 낮 1:25 ~ 1:55        | 30분      |
| MBC TV    | 2019년 7월 19일 ~ 2019년 11월 22일  | 매주 금요일 낮 1:20 ~ 1:50        | 30분      |
| MBC TV    | 2019년 12월 6일 ~ 2021년 9월 10일   | 매주 금요일 낮 1:20 ~ 1:50        | 30분      |
| MBC TV    | 2019년 11월 28일                    | 매주 목요일 낮 1:20 ~ 1:50        | 30분      |
| MBC TV    | 2021년 9월 17일                     | 매주 금요일 낮 11:30 ~ 12:05      | 30분      |
| MBC TV    | 2021년 9월 24일                     | 매주 금요일 낮 11:40 ~ 12:10      | 30분      |
| MBC TV    | 2021년 10월 1일                     | 매주 금요일 낮 3:20 ~ 3:50        | 30분      |
| MBC TV    | 2021년 10월 8일                     | 매주 금요일 낮 11:40 ~ 12:10      | 30분      |
| MBC TV    | 2021년 10월 15일 ~ 2022년 10월 14일 | 매주 금요일 낮 11:30 ~ 12:00      | 30분      |
| MBC TV    | 2022년 10월 23일 ~ 2024년 4월 28일  | 매주 일요일 아침 7:10 ~ 7:40      | 30분      |